# ویلهلم کوپه
کارل هاینریش ویلهلم کوپه (۱۵ ژوئن ۱۸۹۶–۲ ژوئیه ۱۹۷۵) فرمانده نازی آلمان (رهبر اس‌اس و پلیس (HSSPF)، اوبرگروپنفورر) بود. او مسئول جنایات متعدد علیه لهستانی‌ها و یهودیان در رایخس‌گائو وارته‌لاند و دولت عمومی در هنگام اشغال لهستان توسط آلمان در جنگ جهانی دوم بود.

## نقش در لهستان اشغالی
تهاجم آلمان به لهستان در سپتامبر ۱۹۳۹ شکل گرفت و در اکتبر آن سال کوپه به سمت رهبر اس‌اس و پلیس در رایخس‌گائو وارته‌لاند به فرمانداری گائولایتر آرتور گرایزر گماشته شد. با این حال به دلیل تغییر پیاپی ساختار قدرت و نیز عوض شدن پیاپی سمت‌ها توسط هیتلر، کوپه قدرت و نفوذی همانند کایزر را داشت و رابطه کاری بسیار خوبی با اس‌اس رایسش‌فورر هاینریش هیملر برقرار کرد.
به عنوان فرمانده تازه گماشته شده پلیس، وی مشارکت فعالی در اجرای آرمان‌های نژادی نازی‌ها داشت و در نوامبر ۱۹۳۹ اعلام کرد که بنا دارد پوزنان (پوزن) را از یهودیان عاری سازد (judenrein)، و در پی آن دستور اعدام و اخراج تعداد زیادی از لهستانی‌تبارها و یهودیان لهستانی را صادر کرد. او در برنامه هومرگی نازی‌ها به عنوان فرمانده کل «یگان ویژه لانگه» شرکت داشت؛ گروهی از سربازان اس‌اس که در ماه‌های مه و ژوئن ۱۹۴۰، ۱٬۵۵۸ بیمار را از آسایشگاه‌های روانی در اردوگاه کار اجباری سولدائو در نزدیکی گائو پروس خاوری با گاز سمی کشتند.
در ۳۰ ژانویه ۱۹۴۲، وی به سمت اس‌اس-اوبرگروپنفورر ارتقا یافت و در اکتبر ۱۹۴۳ جایگزین فریدریش-ویلهلم کروگر به عنوان رهبر اس‌اس و پلیس در دولت عمومی مسقر در کراکوف شد. وی همچنین پست وزیر امور خارجه در زمینه مسائل امنیتی (Staatssekretär für das Sicherheitswesen) را در دولت عمومی بر دوش داشت و در عملیات‌های اردوگاه‌های خلمنو و اردوگاه کار اجباری ورشو و همچنین عملیات علیه مقاومت لهستان شرکت داشت. او اعدام بیش از ۳۰٬۰۰۰ بیمار لهستانی مبتلا به سل را سازماندهی کرد و دستور داد که همه اقوام مرد رزمندگان مقاومت باید اعدام شوند و بقیه اعضای خانواده آنها به اردوگاه‌های کار اجباری نازی‌ها فرستاده شوند.
دولت زیرزمینی لهستان دستور مرگ او را صادر کرد. تلاش برای ترور وی منجر به مجروح شدن وی در عملیات موسوم به «کوپه» (به لهستانی: Akcja Koppe) بخشی از «عملیات سران» در ۱۱ ژوئیه ۱۹۴۴ در کراکوف انجام شد. با نزدیک شدن جبهه شرقی به لهستان، کوپه دستور داد همه زندانیان اعدام شوند تا توسط شوروی آزاد نشوند.
در سال ۱۹۴۵ کوپه به زندگی پنهانی روی آورد و نام مستعار لومان (Lohmann، نام خانوادگی همسرش پیش از ازدواج) را بر خود گذاشت و مدیر یک کارخانه شکلات‌سازی در بن، آلمان شد. در سال ۱۹۶۰ او دستگیر شد اما در ۱۹ آوریل ۱۹۶۲ با قید وثیقه آزاد شد. محاکمه وی در ۱۹۶۴ در شهر بن آغاز شد. او متهم به همدستی در کشتار جمعی ۱۴۵٬۰۰۰ تن بود. محاکمه به دلیل بیماری کوپه به تعویق افتاد و در سال ۱۹۶۶ دادگاه بن تصمیم گرفت پیگرد قانونی نداشته باشد و وی را به دلایل پزشکی آزاد کند. دولت آلمان درخواست لهستان برای استرداد او را رد کرد. کوپه در سال ۱۹۷۵ در ۷۹ سالگی در شهر بن درگذشت.